# Kaoma
Kaoma var en fransk-brasiliansk popgrupp som bildades 1988. Man hade en stor framgång med Lambada 1989.

## Diskografi
- 1989 – Worldbeat
- 1991 – Tribal-Pursuit
- 1998 – A La Media Noche